# Det tredje hus
Det tredje hus er en dansk oplysningsfilm fra 2012, der er instrueret af Pernille Gliese Pedersen og Marie Ramhøj.

## Handling
I udkanten af det nordøstlige Cambodjas jungle finder man Kreung-stammen. De lever af at dyrke ris og derfor er en stor og arbejdsom familie det vigtigste for at overleve. Men det betyder ikke, at romantikken er død i Kreung-landsbyerne. Hos Kreung-stammen har man typisk tre huse: et i landsbyen, et i marken og et til kærligheden. Når døtrene når puberteten bygger deres forældre dem et 'kærlighedshus'. Her har de fred til at have ligeså mange drenge overnattende, de har lyst til, indtil de finder kærligheden.
I filmen møder seerne en helt almindelig Kreung-familie; bedstemoren Gadam fandt sin mand i et kærlighedshus, moren Saper fandt sin mand i et kærlighedshus. og nu skal den 15-årige datter Buntei til at finde en kæreste i sit nye kærlighedshus. Seerne oplever familiens dagligdag gennem de tre huse: den hårde virkelighed i marken, aftenerne med hygge i landsbyhuset og kærlighedshistorierne fra kærlighedshuset. Traditionen med kærlighedshusene har eksisteret, så langt tilbage man kan huske i stammen. I et samfund hvor kampen for overlevelse er så allestedsnærværende, mener Kreungerne alligevel, at kærligheden er det vigtigste de har: Risene er det der gør de overlever, men kærligheden er det der gør de lever.